# 와다촌 (시즈오카현 하마나군)
와다촌(和田村)은 시즈오카현 나카가미군・[하마나군]]에 속했던 촌이다. 현재의 하마마쓰시 히가시구 남동부에 해당한다.

## 역사
- 1889년 4월 1일 - 정촌제 시행에 의해 나카가미군 하시다촌이 성립하였다.
- 1891년 6월 12일 - 와다촌으로 개칭되었다.
- 1954년 3월 31일 - 하마마쓰시에 편입해, 동일 와다촌은 폐지되었다.
- 2007년 4월 1일 - 하마마쓰시가 정령지정도시로 승격해, 구촌 지역은 히가시구에 소속이 되었다.
- 2024년 1월 1일 - 하마마쓰시의 행정구역 개편에 따라 구무라 지역이 주오구로 편입되었다.

## 교통

### 철도
- 일본국유철도
  - 도카이도 본선
- 하마마쓰 전철( 엔슈 철도 자회사) 
  - 나카노마치선 (1937년 폐지)

### 도로
- 국도 제1호선

## 교육

### 초등학교
- 와다촌립 와다초등학교

### 중학교
- 와다촌립 와다중학교→와다촌립 나카노마치촌 조합설립 텐류 중학교

## 참고문헌
- 「角川日本地名大辞典」編纂委員会『角川日本地名大辞典 22 静岡県』角川書店、1982年